# Politecnico di Torino

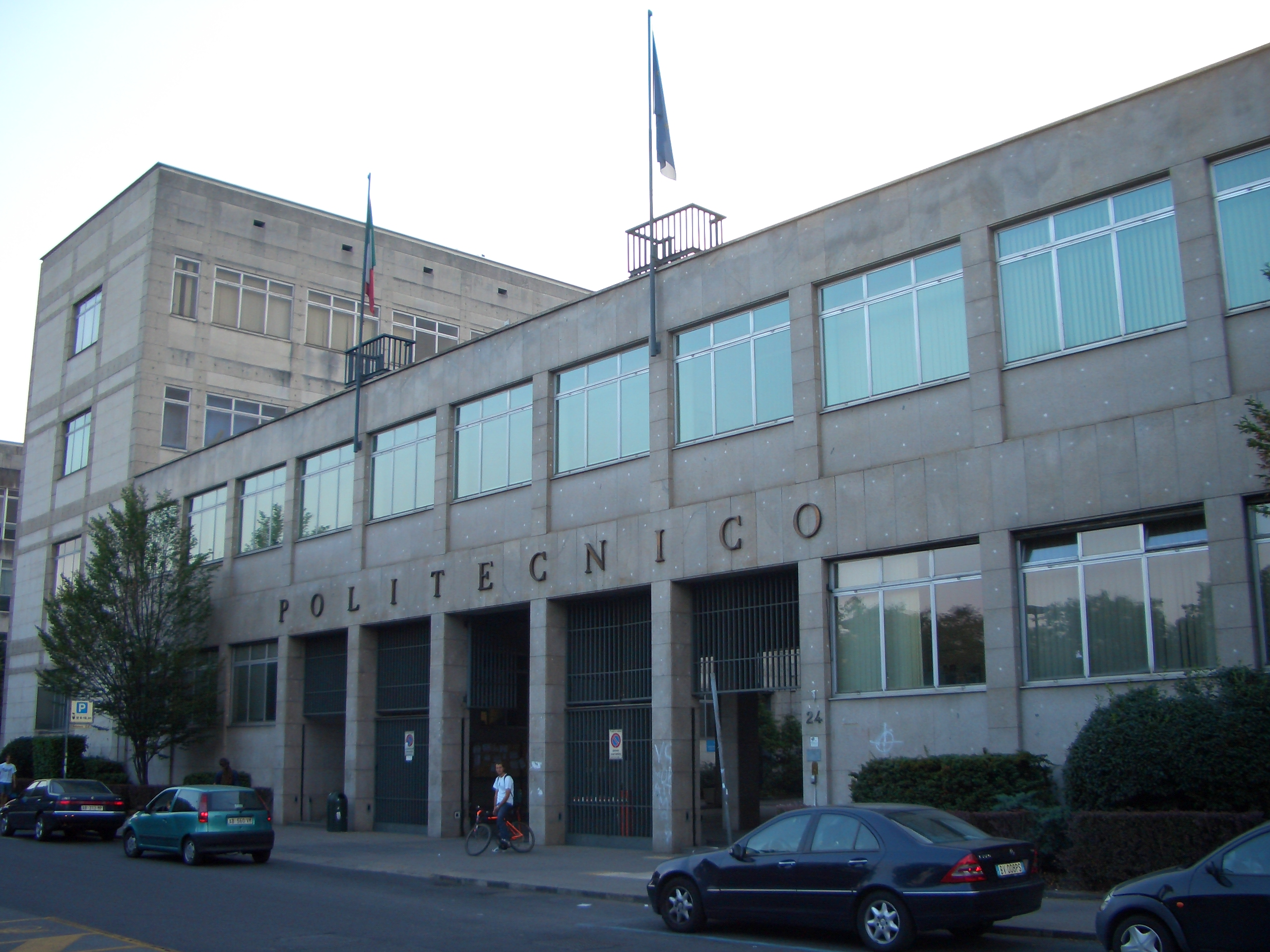
Eingang der Polytechnischen Universität Turin

Das Politecnico di Torino (POLITO; deutsch Polytechnikum Turin) ist eine staatliche ingenieurwissenschaftliche Technische Universität in der italienischen Stadt Turin mit rund 33.500 Studenten und knapp 900 wissenschaftlichen Angestellten.

## Geschichte
Die Gründung erfolgte 1906, wobei ihre Ursprünge bis 1859 zurückreichen. Sie nahm, wie viele andere europäische Technische Universitäten zu Beginn des 20. Jahrhunderts, stark an der technischen und industriellen Entwicklung des Landes teil und wurde zu einem ingenieurwissenschaftlichen Zentrum Italiens.

## Studienangebot
Innerhalb von zwei Architekturschulen und vier Ingenieursschulen bietet die Technische Universität Turin Studienkurse in folgenden Fachrichtungen:
- Architektur
- Bauingenieurwesen
- Umweltingenieurwesen
- Maschinenbau
- Elektronik
- Elektrotechnik
- Informatik
- Wirtschaftsingenieurwesen
- Strömungstechnik
- Kerntechnik
- Chemietechnik
- Physiktechnik
- Biomedizintechnik

Der Lehrbetrieb verteilt sich auf eine Reihe von Campus innerhalb Turins; Seit 1990 werden auch neue Standorte in Alessandria, Aosta, Biella, Ivrea, Mondovì und Vercelli genutzt. Die Polytechnische Universität Turin betreibt umfangreiche Hochschulforschung was auch an jährlich über 700 Forschungsaufträgen von Firmen deutlich wird (u. a. Compaq, Ferrari, Fiat, IBM, Microsoft, Motorola, Nokia oder Pininfarina). Rektor der Universität ist Guido Saracco.
Zur Förderung besonders begabter Studenten gründete das Polytechnikum Turin zusammen mit dem Polytechnikum Mailand 2004 die Alta Scuola Politecnica mit Sitz in Mailand und Turin.

## Sonstiges
- Top Industrial Managers for Europe